# Perieţi (Olt)
Perieţi é uma comuna romena localizada no distrito de Olt, na região de Oltênia. A comuna possui uma área de 32.00 km² e sua população era de 2031 habitantes segundo o censo de 2007.